# Donatien Mollat
Donatien Mollat, né à Laon le 22 mars 1904 et mort le 13 avril 1977 à Jérusalem, est un prêtre jésuite français, théologien bibliste, professeur à la Faculté de Lyon-Fourvière et l’Université grégorienne de Rome.

## Biographie
Donatien Mollat entre au noviciat des jésuites en 1920. Il est ordonné prêtre en 1935. En 1940, il commence à enseigner à Lyon-Fourvière, fonction qu’il exercera pendant dix-neuf ans. Après un an à Chantilly, il devient professeur à l’Université grégorienne de Rome, ceci jusqu`à 1975. Il passe le reste de sa vie à Jérusalem où il s’éteint en 1977. Son tombeau se trouve à Jérusalem.

## Travaux exégétiques
La plus grande partie des travaux de Donatien Mollat fut consacrée à l’évangile de saint Jean. Selon Jacques Guillet, la méthode propre de cet exégète consistait en une lecture linéaire du texte, mais en situant à chaque fois des points particuliers dans le contexte de l’ensemble de l’œuvre johannique.

## Publications

### Comme auteur

#### De son vivant
- Introductio in exegesim scriptorum sancti Joannis (1962)[5]
- Introductio in epistolas sancti Pauli (1962)[6]
- Saint Jean, maître spirituel (1976)[7]
  - Traduction italienne: Giovanni, maestro spirituale (1980)[8]

#### Œuvres posthumes
- Études johanniques (1979)[9]
- Une lecture pour aujourd'hui, l'Apocalypse (1982)[10]
  - Traduction italienne: L'apocalisse. Una lettura per oggi (1985)[11]
  - Traduction allemande: Zukunft und Gegenwart: die Apokalypse heute gelesen (1986)[12]
  - Traduction polonaise: Apokalipsa dzisiaj (1992)[13]

### Comme traducteur
- L'évangile selon saint Jean (traduction pour la Bible de Jérusalem, 1953)[2]